# Remiks
Remiks je alternativna različica pesmi.
Remiks je lahko delo prvotnega avtorja, a ga po navadi ustvarijo drugi producenti. Razlogi za remikse so različni, od tega, da je pesem prepoznavnejša, če naredi remiks kakšen znan ustvarjalec, do tega, da jo remiksa nekdo, ki producira kakšno drugo zvrst in tako pesem predela v tisti zvrsti. Zelo pogosto je tudi remiksanje starejših skladb, ki se jih na tak način želi osvežiti v modernejšem zvoku.